# 改大鳳型航空母艦

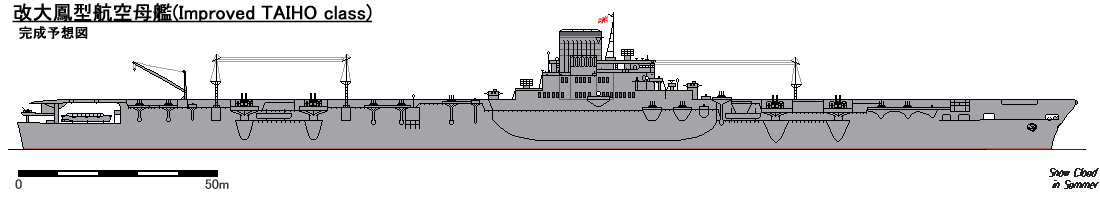
改大鳳型艦型図

改大鳳型航空母艦（かいたいほうがたこうくうぼかん）は、太平洋戦争中に日本海軍が計画した、大鳳の改良型航空母艦である。

## 概要
改大鳳型は、改⑤計画で5隻の建造が計画された航空母艦である。計画番号G15。当時の文章には｢130号艦改｣との表記が見られる。130号艦は大鳳のことである。
大鳳と同様の装甲空母であり、高角砲2基の増備、水中防御の強化、船体・飛行甲板の延長、などの小改良が予定されていた。
搭載機数は大鳳とほぼ同じ61機だが、これは艦上戦闘機烈風や艦上攻撃機流星のような大型機搭載時の場合であり、75機は搭載可能とする資料もある。
飛行甲板の装甲部分は、前後の昇降機の間と最低限発艦に必要な部位のみに留まっている。飛行甲板防御の装甲厚や、機関全般のスペックは大鳳と同じである。

## 建造中止
1944年（昭和19年）から1945年（昭和20年）に起工され、1947年（昭和22年）から1948年（昭和23年）に竣工する予定であった。しかしミッドウェー海戦による空母の損失を埋めるべく、より工期の短い雲龍型の建造が優先され、1番艦である5021号艦の起工は昭和19年にずれ込んだ。このため雲龍型では反映できなかったミッドウェー海戦の戦訓を盛り込むことができたが、昭和18年8月の第三戦備計画の策定により5隻とも建造中止となった。
この後に日本海軍が計画・設計した空母は、簡易設計のG18型やタンカー改造の特TL型のみであり、結果的に改大鳳型は日本海軍が設計した最後の本格的空母となった。

## 主要な変更点
出典はいずれも『丸』2011年6月号より。
- 水中防御を、大鳳のTNT換算300kgから350kg相当に耐えるように強化。
- 翔鶴型から大鳳型によって減少した高角砲数(12門)を、翔鶴型と同数に戻す(16門）。
- 飛行甲板に電動揚弾筒×1、電動揚魚雷筒×2を設置し、飛行甲板での装弾を容易にした（従来の空母は格納庫にしか揚弾されず）。
- 艦橋（アイランド）を1m外側にシフトさせ、中央部での有効飛行甲板幅を拡張。
- 全長が4m延長され、排水量が1600トン増加（主にアイランド～前部昇降機間が延長されている）。
- 前部昇降機の位置が5m前進し、飛行甲板の全長も長くなる。それに伴い飛行甲板の装甲範囲の全長も長くなる。格納庫も前後に広くなるが閉鎖式のまま。
- 25mm3連装機銃が22基に増加。
- 飛行甲板の板張り部分を削減（装甲部分のみ）し、他の部分は鋼鈑甲板となる。
- 各部艤装の簡略化。

## 要目
- 基準排水量 30,360英トン[6] または 30,600英トン[7]
- 公試排水量 35,300トン[6] または 35,800トン[8]
- 全長 264.5m[6]
- 水線長 257.0m[6]
- 水線幅 28.0m[6]
- 深さ 22.1m(飛行甲板まで)[6]
- 吃水 9.64m[6]
- 飛行甲板 261.5m x 30.0m[6]、エレベーター2基[9]
- 推進 4軸[10]
- 主機 艦本式タービン4基[9]
- ボイラー ロ号艦本式缶8基[9]
- 出力 160,000馬力[6]
- 速力 33.3ノット[6]
- 燃料 重油 5,700トン[6]
- 航続力 10,000カイリ / 18ノット[6]
- 乗員 1,800名[10]
- 装甲[9]
  - 飛行甲板 20mmDS鋼(→HT鋼)+75mmCNC鋼
  - 舷側 130mmNVNC鋼～55mmCNC鋼
  - 甲板 16mmHT鋼+32mmCNC鋼
- 兵装
  - 六五口径九八式一〇糎高角砲8基16門[6]
  - 九六式二十五粍高角機銃 3連装22基66挺[9][11][注釈 1]
- レーダー 21号電探2基[12]

### 航空兵装
- 常用60機、補用1機[5]
  - 一七試艦戦（烈風）：18機、補用1機
  - 一六試艦攻（流星）：36機
  - 一七試艦偵（彩雲）：6機
- または 常用51機、補用2機[10]
  - 一七試艦戦（烈風）：18機、補用2機
  - 一六試艦攻（流星）：27機
  - 一七試艦偵（彩雲）：6機
- または 常用52機[9]
  - 一七試艦戦（烈風）：24機
  - 一六試艦攻（流星）：24機
  - 一七試艦偵（彩雲）：4機
- 航空魚雷72本[9] または78本[13]

## 建造予定造船所
出典はいずれも#鈴木p.258より。
- 5021号艦 - 呉海軍工廠
- 5022号艦 - 川崎重工業艦船工場
- 5023号艦 - 三菱重工業 長崎造船所
- 5024号艦 - 横須賀海軍工廠
- 5025号艦 - 呉海軍工廠

## 登場作品

### ゲーム
『World of Warships』
オンラインパソコンゲーム内の空母として「白龍」の名で開発・運用することができる。
『アズールレーン』
上記ゲームとのコラボレーションとして「白龍」を擬人化したキャラクターが特別計画艦として実装されている。
『戦艦少女R』
改大鳳型を擬人化したキャラクターが登場している。艦名としては「G15」だが、入手時のセリフでは「初姫」と名乗っている。